# Dicaeum aeruginosum
Dicaeum aeruginosum — вид горобцеподібних птахів родини квіткоїдових (Dicaeidae). Традиційно вважався підвидом квіткоїда товстодзьобого (Dicaeum agile).

## Поширення
Ендемік Філіппін. Населяє тропічні або субтропічні вологі низинні та гірські ліси.

## Підвиди
Таксон включає три підвиди:
- D. a. striatissimum Parkes, 1962 – Лусон, острови Любанг, Ромблон, Сібуян та Катандуан на півночі Філіппін.
- D. a. affine (J. T. Zimmer, 1918) – Палаван (західні Філіппіни).
- D. a. aeruginosum (Bourns & Worcester, 1894) – Міндоро , Негрос, Себу та Мінданао (південь Філіппін).